# Jade (cràter)
Jade és un cràter sobre la superfície de (2867) Šteins, situat amb el sistema de coordenades planetocèntriques -18 ° de latitud nord i 335.3 ° de longitud est. Fa un diàmetre de 0.26 km. El nom va ser fet oficial per la UAI el nou de maig de 2012 i fa referència al jade, mineral pertanyent als silicats.